# A. G. Macdonell
Archibald Gordon Macdonell (Pune, 3 novembre 1895 – Oxford, 16 gennaio 1941) è stato uno scrittore scozzese.

## Biografia
Nato il 3 novembre 1895 a Pune, dopo aver servito l'esercito per due anni nelle Fiandre, fu congedato per problemi di salute (disturbo da stress post-traumatico) e iniziò a lavorare come giornalista freelance entrando nel 1919 nella redazione del London Mercury.
Nel 1928 esordì nella narrativa gialla usando lo pseudonimo di "Neil Gordon" e in seguito pubblicò alcuni romanzi usando il suo vero nome tra i quali si ricorda England, Their England grazie al quale vinse nel 1933 il James Tait Black Memorial Prize.
Morì a Oxford il 16 gennaio 1941 all'età di 45 anni.

## Opere principali

### Romanzi
- England, Their England (1933)
- How Like An Angel (1934)
- Napoleon and His Marshals (1934)
- A Visit to America (1935)
- Lords and Masters (1936)
- Autobiografia di un mascalzone (The Autobiography of a Cad, 1939), Torino, Egea, 1947 traduzione di Lilia Rostan Romano
- Flight from a Lady (1939)

### Opere firmate Neil Gordon
- Il mistero del diario con Milward Kennedy (The Bleston Mystery, 1928), Milano, Polillo, 2009 traduzione di Marisa Castino Bado ISBN 978-88-8154-319-9.
- Professor's Poison (1928)
- Uno dopo l'altro (Silent Murders, 1929), Milano, Polillo, 2020 traduzione di Bruno Amato ISBN 978-88-8154-519-3.
- The Big Ben Alibi (1930)
- Body Found Stabbed (1932)
- L'eredità introvabile (The Shakespeare Murders, 1933), Milano, Mondadori, I Libri Gialli N. 113, 1935

## Premi e riconoscimenti
- James Tait Black Memorial Prize: 1933 vincitore nella categoria "Narrativa" con England, Their England

## Adattamenti cinematografici
- La Primula Smith ("Pimpernel" Smith), regia di Leslie Howard (1941) dal racconto "Pimpernel" Smith